# Szőcs Zoltán
Szőcs Zoltán (Nagybánhegyes, 1951. július 30. – Budapest, 2020. február 28.) író, publicista, szerkesztő.

## Élete
Kisgyermekként egy ideig Nagybánhegyesen nevelkedett, ahol később a nyári vakációkat is töltötte. Édesapja Szőcs Kálmán, sofőr a Vas- és Fémhulladék-forgalmi Vállalatnál (VAFÉM), édesanyja Czeper Judit. Felmenői a felvidéki Vágfarkasdról származnak, illetve erdélyi gyökerekkel rendelkeznek. A család előbb a budapesti Klauzál tér egyik földszinti lakásában, majd a Király u. 73. 2. emelet 27. sz lakásban lakott. „Ahogy mi éltünk, lehettünk volna önérzetes prolik, hőzöngő nyomorultak, követelődző mozgalmárok, kétségbeesett nyavalyások, de neki [édesanyjának] hála, egyáltalán nem voltunk azok. Úgy voltunk templom-egere-család, mintha valami lecsúszott arisztokraták lennénk egy Balzac-regényben” – írja önéletrajzi kötetében . A szülők Érdre költözése után Szőcs Zoltán a Király utcai lakásban élte le életét.
A Kazinczy utcai általános iskolába járt, a Madách Imre Gimnáziumban érettségizett. Pszichiáternek készült, a Debreceni Orvostudományi Egyetem általános orvosi karán kezdte egyetemi tanulmányait 1970 szeptemberében, amelyet kiváló eredménnyel folytatott, de amelyet 1971. júniusában befejezett, mert kiábrándult az orvoslásból. Ezután számos munkakörben dolgozott: postai pénzfelvevő, laborasszisztens, nyomdai munkás, színházi zsinóros, trafikos, raktáros.

## Munkássága
18 éves korától foglalkozott Szabó Dezső életművével, aki a két világháború közötti irodalmi élet meghatározó egyénisége volt. Felkutatta az író életének színtereit, felkereste Szabó Dezső személyes ismerőseit. 1982-ben került kapcsolatba Budai Balogh Sándorral, az Írószövetség könyvtárosával, a Szabó Dezső bibliográfia szerzőjével (Budai Baloghot 1962-ben tíz hónapi börtönre ítélték „fasiszta irodalom birtoklása” miatt. Elkobzott gyűjteményéből feljelentője, Nagy Péter írt Szabó Dezső-monográfiát).
1988-ban létrehozta a Szabó Dezső Emléktársaságot. A társaság kiadványai, konferenciái, rendezvényei felélesztették Szabó Dezső emlékezetét a közgondolkodásban. A „Minden magyar felelős minden magyarért” – gondolata, amely a Gellérthegy oldalában álló monumentális szobra talpazatán is olvasható, a nemzeti körök kedvelt idézete lett. A szobor felállítása  az adományok összegyűjtésétől az engedélyek kijárásáig szintén Szőcs Zoltánnak köszönhető. Szervátiusz Tibor alkotását 1990. június 10-én, az író születésének 111. évfordulóján avatták fel. A szobor egy közepes méretű, ébenfából faragott példánya a Parlament Esterházy-termében látható, két kisebb méretű bronzból készült példánya pedig a Hazatérés templomában (Budapest Szabadság tér), és Szőcs Zoltán hagyatékában található.

## Hunnia Füzetek
Publikálni 1989-ben kezdett, első írásainak témája is Szabó Dezső volt (Magyar Nemzet, 1989.jan. 16., Népszabadság, 1989. márc. 15., Demokrata, 1989/3.sz. Új látóhatár, 1989. aug. 15., Magyarország 1989. okt. 27., és a Soproni Egyetem kiadványában kilenc írás). A rendszerváltás  hónapjaiban Kunszabó Ferenccel elhatározták egy elkötelezetten nemzeti radikális szellemiségű folyóirat indítását, és 1989. szeptember 25-én utcára került a Hunnia Füzetek első száma, melynek ő lett a felelős szerkesztője. A szerkesztőség szerdai napokon a Király utcai lakásban működött, 1992. áprilistól a Hungária körúton egy tágas pincehelyiségbe költözött.
A Hunnia Füzetek 18. száma (1991. ápr. 25) miatt keletkezett a Hunnia-per, amely közösség elleni izgatás jogcímmel a folyóirat betiltását célozta. A per kiváltója Padányi Viktor történész (1906–1963) „A nagy tragédia” c. könyvének két leközölt fejezete volt: „Néhány szó a zsidó katasztrófáról” és „Az úgynevezett háborús bűnösség”. Ám miután a feljelentők számára is kiderült, hogy egy halottat fogtak perbe, Gadó György SZDSZ-es képviselő és dr. Korányi László, a B’ nai B’rith egyik vezetője a tizennyolcas szám egy másik, Csurka István mellett kiálló rövid cikkét, majd a jóval később, a folyóirat 29. számában megjelent, szintén Dr. Fodor János MTA doktor, egyetemi tanár onkológus által jegyzett írást tették a vádirat tárgyává. A per 1993. szept. 30-án a Legfelsőbb Bíróság dr. Kiss Zsigmond vezette bírói tanácsának felmentő ítéletével zárult. A Hunnia két vezetőjének eltérő lapszerkesztési elképzelései, illetve anyagi ügyek kiváltotta viták miatt 1992. októberében Kunszabó Ferenc megvált Szőcs Zoltántól.

## Havi Magyar Fórum
1992 őszén Csurka Istvánnal, akkor az MDF alelnökével folytatott gyors és eredményes egyeztetés, lapterv-leadás után, 1993. január 15-én Szőcs Zoltán és Vasvári Erika szerkesztésében megjelent a magyar sajtótörténet egyik legsikeresebb folyóirata, a Havi Magyar Fórum, előbb 80 majd 96 oldal terjedelemben. A szerkesztőbizottság elnöke Csurka István volt. A nemzeti-radikális szellemiségű közéleti folyóiratot 2011. júliusáig, tizennyolc évfolyamon át ez a változatlan szerkesztőség jelentette meg. (A folyóirat Csurka István 2012. február 4-i halálát követően is megjelent egészen 2018. júliusig; 2013 végéig Borbély László és Domonkos László szerkesztésében, utána nincs nevesített szerkesztő feltüntetve). A Havi Magyar Fórum huszonhat évfolyamával az egyik leghosszabb életű, és legnagyobb (ötezres) példányszámban megjelenő közéleti folyóirat, összevetve például Magyar Szemle 1927–1944 közötti, majd 1992-ben újrainduló periodikájával, amely 1997-ig havonta, onnantól kéthavonta jelenik meg, kis példányszámban.  A Nyugat 33 évfolyama alatt a kiadott legmagasabb példányszám nem érte el az ezret. Szabó Dezső Ludas Mátyás Füzetei 1934–1942 közötti jelentek meg, Németh László Tanuja öt évet ért meg (1932-1937). 
A Havi Magyar Fórumban 1993. októberében jelent meg Szabó Dezsőnek az 1929-ben megírt, de kéziratban maradt könyve: A végzet ellen, amelyet ifj. Bartók Béla bocsátott az újság rendelkezésére. Szőcs Zoltánnal való személyes barátsága révén Molnár Tamás, a korszak legjelentősebb magyar társadalomfilozófusa 1998 és 2005 között 65 írást publikált a folyóiratban. Csurka István szinte minden lapszámban közölt nagy lélegzetű, később sokszor könyv alakban is megjelenő társadalmi-történelmi tanulmányokat, pl.: Antall József-menedékház (1995. jan.), Tiszaeszlártól Trianonig (1995. dec), A nemzetépítő állam (1998. márc.), Sorsunk rétegei (1999. máj.), A szenvedő alany imperializmusa (2004. aug.–nov.), Az esztéta (1999–2006., 36 rész), Áldozat – Sorskérdésünk sorsa (2006–2011. 56 rész). Ez utóbbi tanulmány, melynek a könyvalakban való megjelentetésére Csurka a Sorskérdésünk sorsa címet szánta, 2023-ig még nem jelent meg. Emellett a folyóirat közölte utolsó két színdarabját, a Hatodik koporsót (2010. dec.) és az Írószövetségek harcát (2011. máj.). A rendszerváltás után ebben a lapban jelenhettek meg a nemzeti szellemű közgondolkodás olyan elérhetetlen, tabunak számító tanulmányai, mint Mályusz Elemér A vörös emigráció c. munkája (1999. ápr.–dec.), vagy dr. Kmoskó Mihály orientalista teológusprofesszor Zsidó-keresztény kérdés c. műve (1998. nov.). Itt jelent meg Sinka István: Denevérek honfoglalása (2001. máj.), vagy a nemzetközi botrányt okozó, az auschwitzi gázkamrák műszaki paramétereit mérnöki górcső alá vevő Leuchter-jelentés (2003. máj.). 1994. áprilisában a folyóirat publikálta Szabó Dezső tizenhét ismeretlen levelét. Az 1993-ban éppen megalakuló Magyar Út Körök mozgalom célkitűzései, a Bocskai Szabadegyetemen elhangzott előadásai, és a MIÉP országos gyűléseinek vitaanyagai is a Havi Magyar Fórumban láttak napvilágot éppúgy, mint a korszak vezető szakembereinek elemző tanulmányai, pl. Berki Mihály tábornok nyolcrészes sorozata PRO, ÁVO, ÁVH címmel (1994. ápr.–dec).
Szőcs Zoltánnak a Havi Magyar Fórumban megjelent legfontosabb munkái: Adalékok egy Szabó Dezső-tanulmány születéséhez (1993. okt), Szabó Dezső és a magyar zsidóság (1995.máj), Sírkerti történelem – nyolcvan éve halt meg dr. Istóczy Győző (1995. jan), Javaslat a nemzeti kulturális alapelvekre, (1996. máj), Az elvi politika és a gyakorlati (1998. jún),  Metamorphosis Trianonae (1999. jún),  Pascal Vidéki levelei elé (1999. okt), Tízéves a MIÉP (2003. júl), Szabó Dezső regényeinek nómenklatúrája (2003. aug), Kertész megint lopott (2004. máj), Padányi Viktor csendes hazatérése (2006. feb), Sorok meg nem írt Párizs-könyvemből (2006 nov)., Ady és az ő Margitái (2007. ápr), A korszerű nemzeti radikalizmus (2009. jún), Drezdáról Vonnegut ürügyén (2010. feb), A Táltos Kiadó története (2011. márc).
Huszonkét kötet szerkesztőjeként gondozta a „Magyar Fórum Könyvek” sorozatot: ebből tizennyolc kötet szerzője Csurka István. Ebben a sorozatban jelent meg Szabó: Dezső: A végzet ellen c. művének első kiadása papír-, és számozott bőrkötésben, Bartha Miklós: Kazárföldön c. szociográfiája, valamint Székely Dezső: Harang és kötél c. verseskötete és Sebestyén Béla: Dörzsöltek kora c. munkája.
Írói hangvételének könnyedsége, gunyorosan szókimondó, és bőséges kultúrtörténeti információkkal megtűzdelt, világos stílusa, morális szigorúsága Csurka István mellett a másik legnépszerűbb íróvá tette a folyóirat és a hetilap olvasótáborában. Esszék, publicisztikák mellett szívesen írt a francia bölcselet stílusában megfogalmazott, tömör filozófiai-teológiai eszmefuttatásokat, maximákat, szentenciákat. 
Saját nyilvántartása alapján a Havi Magyar Fórumban 295 írása jelent meg, a Magyar Fórum hetilapban 966 cikket közölt. A Pannon, majd a Kincsem Rádió működése alatt, 2001 és 2007 között 207 műsort vezetett, a köztévékben, közrádiókban 58 adásban szerepelt, közte a 2010-ben, a Meteor Filmstúdió által, Puszt Tibor rendezésében forgatott Virradat c., Szabó Dezsőről készített egyórás portréfilmben.
Egyetlen kitüntetése a Teleki Pál-érdemérem, amelyet 2019-ben vehetett át a Bethlen Gábor Alapítványtól.
Hamvai a Budapest erzsébetvárosi Avilai Nagy Szent Teréz plébániatemplom urnatemetőjében nyugszanak, ahol édesanyja is el van temetve. Temetésére 2020. május 28-án került sor, a szertartást ifj. Hegedűs Loránt  lelkipásztor végezte, a pályatársak nevében Dóczi Székely Gábor költő búcsúztatta. 
Fényűzéseim címmel 2021-ben Szőcs Zoltán emlékkötet jelent meg Dóczi Székely Gábor szerkesztésében.

## Önálló kötetei
- Szabó Dezső emlékkönyv. Budapest, Szabó Dezső Emléktársaság, 1993.
- Úton, útszélen (versek). Dunaharaszti, Nap Kiadó, 1997.
- Szabó Dezső életének áttekintő kronológiája. Budapest, Szabó Dezső Emléktársaság, 2000.
- Égi és földi pórázaink. Budapest Magyar Út Körök Mozgalom kiadása, 2002.
- Az aranyvonat füstje. Budapest, Kairosz Kiadó, 2004.
- Parasztként, távol a földtől. Budapest, Magyar Fórum Könyvek, 2008.
- Noteszfirkák. Budapest Pro Atelier Kiadó, 2009.
- Irodalomkönyv. Budapest, Kairosz Kiadó, 2010.
- Szabó Dezső-enciklopédia. Budapest, Kairosz Kiadó, 2011.
- Memoártöredékek. Budapest, szerzői kiadás, 2012.
- Völgyi beszéd. Budapest, szerzői kiadás 2013.
- Képaláírások. Budapest, szerzői kiadás, 2016.
- Bölcs Agón feljegyzései. Budapest, szerzői kiadás, 2017.
- Filozopterkedéseim. Budapest, szerzői kiadás, 2019.
- A Szabó Dezső Emléktársaság mint emlék / A HUNNIA folyóirat megszületése és kimúlása. Lakitelek, Antológia Kiadó, RETÖRKI Könyvek 37., 2019.
- Gyökerek ölelkezése. Budapest, szerzői kiadás, 2020.